# Сардаркент
Сардаркент (лезг. СартIархуьр) — село в Сулейман-Стальском районе Дагестана. Входит в состав сельского поселения сельсовет Алкадарский.

## География
Расположено в 10 км к северо-западу от райцентра села Касумкент, на левом берегу реки Чирагчай.

## Население
| 1895 | 1926 | 1939 | 1970 | 1989 | 2002 | 2010 |
| ---- | ---- | ---- | ---- | ---- | ---- | ---- |
| 147  | ↗171 | ↗218 | ↗377 | ↗442 | ↗718 | →718 |
| 2021 |      |      |      |      |      |      |
| ↗774 |      |      |      |      |      |      |